# Río Valdavia
Río Valdavia är ett vattendrag i Spanien. Det ligger i den norra delen av landet, 220 km norr om huvudstaden Madrid.